# Michael Bliss
Vous êtes invité à donner votre avis sur cette page de discussion, de manière argumentée en vous aidant notamment des critères d’admissibilité ou en présentant des sources extérieures et sérieuses.  
Après avoir apposé le modèle {{Admissibilité}} sur une page, suivez les étapes expliquées sur Wikipédia:Débat d'admissibilité/Aide :
| 1. | Créez la page de débat d'admissibilité.                                                                      | Sauvegardez d’abord la page pour l’initialiser puis indiquez votre motivation.       |
| 2. | Important : ajoutez une entrée dans la section Débat d'admissibilité du jour.                                | Utilisez ce texte : *{{L\|Michael Bliss}}                                            |
| 3. | Pensez à informer les contributeurs principaux de la page et les projets associés lorsque cela est possible. | Utilisez ce texte : {{subst:Avertissement débat d'admissibilité\|Michael Bliss}}~~~~ |

Pour les articles homonymes, voir Bliss.
John William Michael Bliss, (né le 18 janvier 1941 à Leamington en Ontario et mort le 17 mai 2017 à Toronto (Ontario)) est un historien et biographe canadien.

## Biographie
Michael Bliss entre à l'université de Toronto en 1958 et n'en est jamais reparti. Il y reçoit son baccalauréat, sa maîtrise et, en 1972, son doctorat. Son livre de 1982, The Discovery of Insulin, est considéré comme une des meilleures biographies de Frederick Banting. À partir de 1989, il est professeur au département d'histoire. Il travaille principalement sur l'histoire politique, médicale et l'histoire des affaires. En 1999, sa biographie du médecin William Osler est également célébrée,.

### Distinctions
- 1984 : Membre de la Société royale du Canada[4]
- 1985 : Médaille François-Xavier Garneau de la Société historique du Canada[8]
- 1988 : Médaille J.B. Tyrrell en histoire de la Société royale du Canada[9]
- 1998 : Membre de l'ordre du Canada[10]
- 2013 : Officier de l'Ordre du Canada[10]
- 2016 : Membre du Temple de la renommée médicale canadienne[4]

### Mort
Le 18 mai 2017, l'université de Toronto annonce qu'il est mort à l'âge de 76 ans.

## Publications
Il est auteur de 14 livres.
- (en) A Living Profit : studies in the social history of Canadian business 1883-1911 - 1974.
- (en) Confederation, 1867 : The Creation of the Dominion of Canada - 1975
- (en) A Canadian Millionaire: The Life and Business Times for Sir Joseph Flavelle (en) - 1978
- (en) The Discovery of Insulin - 1982
- (en) Banting: A Biography - 1984
- (en) Northern Enterprise: Five Centuries of Canadian Business - 1987
- (en) Plague: A Story of Smallpox in Montreal - 1991 (mis en nomination pour le Prix du Gouverneur général 1992)
- (en) Right Honourable Men - 1994
- (en) William Osler: a Life in Medicine - 1999 (mis en nomination pour le Prix du Gouverneur général 1999)